# Greta (Australia)
Greta – miejscowość w Australii, w stanie Nowa Południowa Walia, w regionie Hunter, położona przy drodze New England Highway, w odległości ok. 165 km na północ od Sydney.